# Annepona
Genre
Annepona est un genre monotypique de mollusques de la famille Cypraeidae.

## Liste d'espèces
Selon World Register of Marine Species (11 juillet 2020) :
- Annepona mariae (Schilder, 1927)

## Publication originale
- (en) Tom Iredale, « Australian cowries », Australian Zoologist, Sydney, Royal Zoological Society of New South Wales (d), vol. 8, no 2,‎ 28 juin 1935, p. 96-135 (ISSN 0067-2238 et 2204-2105, OCLC 1782007, lire en ligne).